# Auguste Failliot
Pour les articles homonymes, voir Failliot.
Auguste Gabriel Failliot, né le 26 octobre 1851 à Oinville-sur-Montcient (Seine-et-Oise) et mort le 9 juin 1922 à Bagnoles-de-l'Orne (Orne), est un homme politique français.

## Biographie
Fabricant de papier, il est secrétaire de la chambre syndicale des papiers en gros, puis président de 1888 à 1897. Il est adjoint au maire en 1887, puis maire du 4e arrondissement de Paris de 1892 à 1901. Il est député de la Seine de 1902 à 1919, inscrit au groupe de la Gauche démocratique. Il s'occupe essentiellement de commerce.
Auguste Failliot est le père de Pierre Failliot, joueur de rugby.

## Sources
- Notices d'autorité :   - VIAF
  - ISNI
  - BnF (données)
  - IdRef
- « Auguste Failliot », dans le Dictionnaire des parlementaires français (1889-1940), sous la direction de Jean Jolly, PUF, 1960 [détail de l’édition]
- Ressources relatives à la vie publique :   - base Léonore
  - Base Sycomore